# ديواونغ فان آن
ديواونغ فان آن (بالفيتنامية: Dương Văn An)‏ هو مؤرخ فيتنامي، (و. 1514  م).